# Opistognathus nothus
Opistognathus nothus är en fiskart som beskrevs av Smith-vaniz, 1997. Opistognathus nothus ingår i släktet Opistognathus och familjen Opistognathidae. Inga underarter finns listade i Catalogue of Life.